# 559 Wschodni Budowlany Batalion Pionierów
559 Wschodni Budowlany Batalion Pionierów (niem. Ost-Bau-Pionier-Bataillon 559)  –  oddział wojskowy Wehrmachtu podczas II wojny światowej
Oddział został sformowany 15 marca 1943 r. na okupowanej południowej Ukrainie jako Straßen-Bau-Bataillon 559. Składał się z pięciu kompanii. Jedna z nich rekrutowała się spośród Azerów  –  b. jeńców wojennych z Armii Czerwonej. Do jego zadań należało prowadzenie prac budowlanych o charakterze militarnym. Batalion podlegał Grupie Armii "Południe". Już 26 marca tego roku oddział przemianowano na Ost-Bau-Bataillon 559, 26 marca 1943 r. na Ost-Bau-Bataillon des Befehlshaber Heeresgebiet "Süd", zaś 19 sierpnia tego roku na Ost-Baupionier-Bataillon 559. W 1944 r. przeniesiono go na Górny Śląsk, gdzie wchodził w skład Grupy Armii "Środek".